# Nettelstedt
Nettelstedt ist ein Ortsteil von Lübbecke im Kreis Minden-Lübbecke in Ostwestfalen. Der Stadtteil liegt im Osten der Stadt und ist 8,21 km² groß. Die Einwohnerzahl beträgt knapp 2500 Einwohner. Mit 302 Einwohnern pro km² ist Nettelstedt nur etwas dünner besiedelt als die Gesamtstadt Lübbecke (400 Einw./km²).

## Geografie

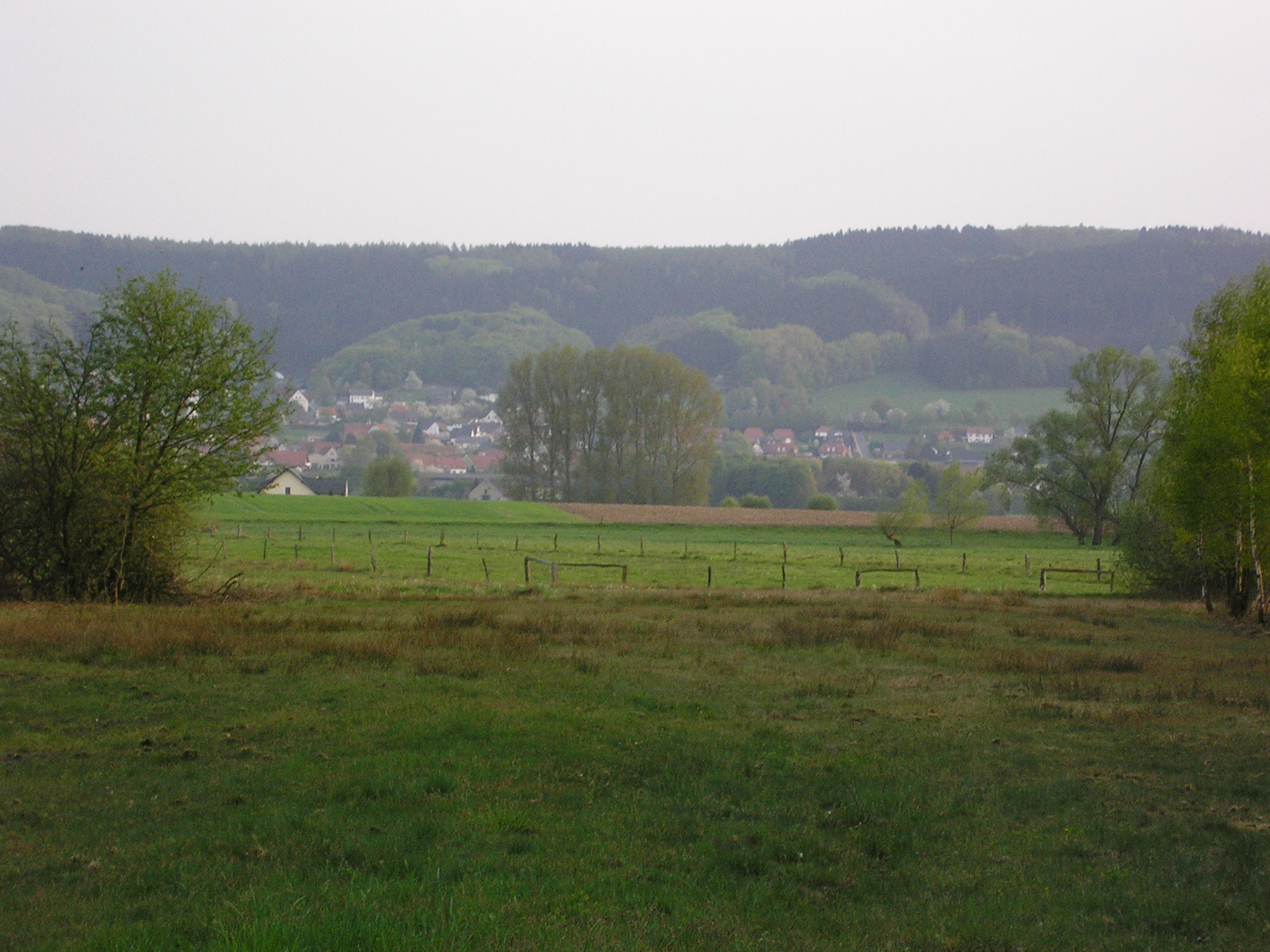
Nettelstedt vom Torfmoor aus betrachtet. Dieses, hier sogar Nettelstedter Moor genannt, gehört administrativ jedoch bereits zur Gemeinde Hille.

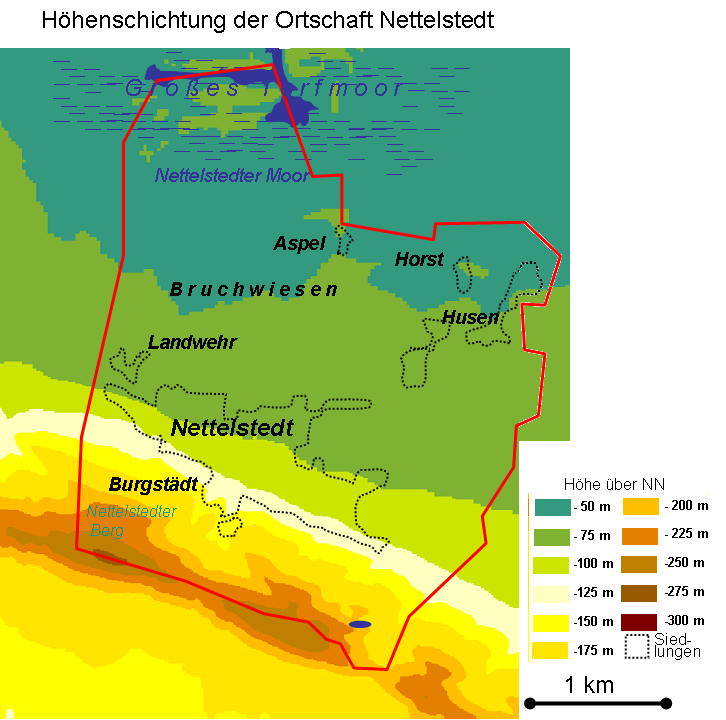
Topographie der Ortschaft

Nettelstedt liegt zwischen dem Wiehengebirge und dem Großen Torfmoor. Der höchste Berg des Gebietes des Stadtteils ist der Nettelstedter Berg.
Nettelstedt hat einen Anteil an allen drei Großlandschaften der Gesamtstadt Lübbecke:
- Im Süden Anteil am Wiehengebirge
- Die Mitte gehört naturräumlich zum Lübbecker Lößland
- Der Norden wiederum ist Teil der Rahden-Diepenauer Geest, wobei zu Nettelstedt nur ein kleiner Teil dieses Gebietes gehört. Nettelstedt reicht nicht bis an den Mittellandkanal, sondern die Stadtgrenze verläuft hier deutlich nach Süden versetzt und schlägt so der Gemeinde Hille einen Großteil des Großen Torfmoores zu, wenngleich dieses Nettelstedt deutlich näher liegt.

Die natürliche Umgebung Nettelstedts ist sehr ähnlich der der beiden Nachbardörfer Eilhausen und Gehlenbeck. Im Süden grenzt das eigentliche Dorf an das Wiehengebirge und im Norden geht das niedrig gelegene Grünland in das Naturschutzgebiet des Großen Torfmoores über. Dazwischen, auf dem fruchtbaren Lößstreifen, liegt das relativ geschlossene Dorf.

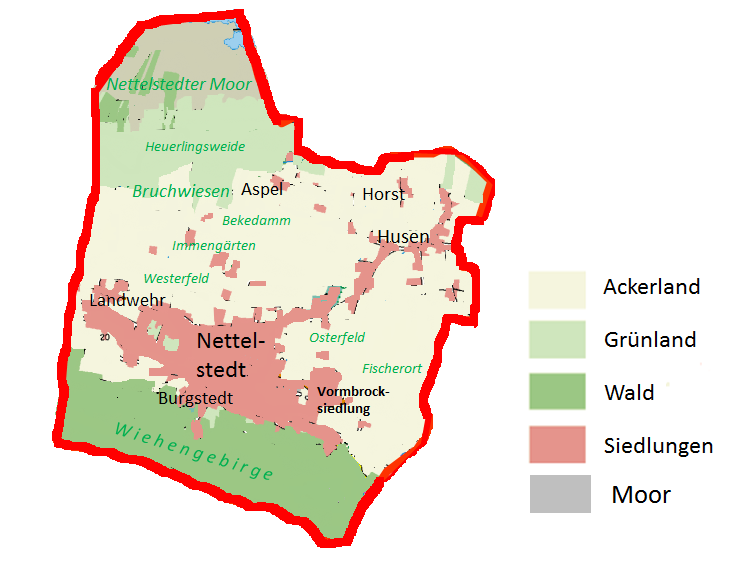
Bodennutzung, Siedlungen und Landschaften im Ortsteil Nettelstedt

## Geschichte
Nettelstedt gehörte bis zur Franzosenzeit zur Vogtei Gehlenbeck im Amt Reineberg des Fürstentums Minden. Von 1807 bis 1810 gehörte der Ort zum Kanton Hille des napoleonischen Satellitenstaats Königreich Westphalen. Von 1811 bis 1813 gehörte Nettelstedt unmittelbar zu Frankreich und dort zur Mairie Gehlenbeck im Arrondissement Minden des Departements der Oberen Ems. 1816 kam Nettelstedt zum neuen Kreis Rahden, aus dem 1832 der Kreis Lübbecke wurde. Im Kreis Lübbecke bildete Nettelstedt eine Gemeinde des Amtes Gehlenbeck. Am 1. Januar 1973 wurde Nettelstedt im Rahmen der nordrhein-westfälischen Gebietsreform nach Lübbecke eingemeindet.

## Kultur und Sehenswürdigkeiten

### Theater
Nettelstedt ist die Heimat der Freilichtbühne Nettelstedt, eines Amateurtheaters mit professionellem Anspruch und vielen Darstellern, die pro Saison (Pfingstsonntag bis zum letzten Sonntag im August) an jedem Sonntag ein Kinder- und Familienstück und an jedem Samstag ein Theaterstück für Erwachsene anbietet.

### Musik
Der Posaunenchor Nettelstedt ist aus der pietistischen Posaunenbewegung des späten 19. Jahrhunderts hervorgegangen und setzt die Tradition dieser Bewegung bis heute fort.

## Sport
Der bekannte Handballbundesligist TuS Nettelstedt-Lübbecke ist in Nettelstedt beheimatet, hat seinen Sitz mittlerweile aber in der Innenstadt von Lübbecke.